# Liste der Monuments historiques in Étroussat
Die Liste der Monuments historiques in Étroussat führt die Monuments historiques in der französischen Gemeinde Étroussat auf.

## Liste der Bauwerke
| Bezeichnung       | Beschreibung                       | Standort | Kennzeichnung | Schutzstatus | Datum | Bild           |
| ----------------- | ---------------------------------- | -------- | ------------- | ------------ | ----- | -------------- |
| Château de Douzon | Schloss, erbaut im 14. Jahrhundert | (Lage)   | PA00093100    | Classé       | 1973  | weitere Bilder |

## Liste der Objekte
| Bezeichnung                                    | Beschreibung                                                     | Standort                        | Kennzeichnung | Schutzstatus | Datum | Bild |
| ---------------------------------------------- | ---------------------------------------------------------------- | ------------------------------- | ------------- | ------------ | ----- | ---- |
| Skulptur Der heilige Georg besiegt den Drachen | Holz (?), Stein (?)                                              | in der Kirche St-Georges (Lage) | PM03001799    | Inacrit      | 1998  |      |
| Skulptur Madonna mit Kind                      | Holz, polychrom gefasst und vergoldet, Ende des 17. Jahrhunderts | in der Kirche St-Georges (Lage) | PM03000104    | Classé       | 1924  |      |
| Drei Kapitelle (Fotos in der Base Palissy)     | Stein, 12. Jahrhundert                                           | in der Kirche St-Georges (Lage) | PM03000105    | Classé       | 1983  |      |